# Ompok malabaricus
Ompok malabaricus es una especie de peces de la familia Siluridae en el orden de los Siluriformes.

## Morfología
• Los machos pueden llegar alcanzar los 51 cm de longitud total.

## Distribución geográfica
Se encuentra en la India: desde Goa hasta Kerala.